# Anthony Carlisle
Sir Anthony Carlisle (født 15. februar 1768 i Stillington, død 2. november 1840 i London) var en engelsk kirurg.
Carlisle var 1808–24 professor i anatomi ved Royal Academy i London og der efter overkirurg ved Westminster Hospital sammesteds.
I samarbejde med William Nicholson gjorde han 1800 den vigtige opdagelse ad elektrolytisk spaltning af vand i brint og ilt.